# Kotélnikovo (Volgograd)
|  | Per a altres significats, vegeu «Kotélnikovo». |

Kotélnikovo - Котельниково (rus) és una ciutat de l'óblast de Volgograd, a Rússia. Es troba a la vora del riu Kurmoiarski Aksai, a 190 km al sud-oest de Volgograd.

## Història
Kotélnikovo fou creat el 1897 per al servei de la construcció d'una estació ferroviària, que entrà en funcionament el 1899. Rebé l'estatus de possiólok (poble) el 1929.
Durant la Segona Guerra Mundial la ciutat fou presa el 2 d'agost de 1942 pel 4t Exèrcit Panzer en el marc de la batalla de Stalingrad. El desembre d'aquell any la vila serví de base per a les tropes alemanyes i romaneses del Generalfeldmarschall, Erich von Manstein, per intentar socórrer les tropes de l'Eix assetjades a Stalingrad per la contraofensiva soviètica al mes de novembre. Després del fracàs d'aquell intent, la vila fou alliberada per l'Exèrcit Roig el 29 de desembre de 1943.
Finalment, aconseguí l'estatus de ciutat el 1955.